# Ħamrun Spartans FC
A Ħamrun Spartans FC, vagy röviden Ħamrun Spartans máltai labdarúgócsapat. A klubot 1907-ben alapítottak, székhelye Ħamrun városában található. Jelenleg a máltai élvonalban szerepel.
Története során 7 bajnoki címet és 6 kupagyőzelmet ért el, ezzel az ötödik legeredményesebb csapat Máltán.

## Korábbi nevei
- 1908–1918: Ħamrun Spartans
- 1918–1919: Ħamrun United
- 1919–1921: Ħamrun Spartans
- 1921–1922: Ħamrun Lions

1922 óta jelenlegi nevén szerepel.

## Sikerei
- Máltai élvonal (Premier League Malti)
  - Bajnok (10 alkalommal): 1914, 1918, 1947, 1983, 1987, 1988, 1991, 2021, 2023, 2024
  - Ezüstérmes (11 alkalommal): 1912, 1913, 1915, 1919, 1920, 1948, 1949, 1950, 1952, 1985, 1993
  - Bronzérmes (10 alkalommal): 1917, 1921, 1954, 1955, 1956, 1958, 1959, 1973, 1984, 1989

- Máltai kupa:
  - Győztes (6 alkalommal): 1983, 1984, 1987, 1988, 1989, 1992
  - Ezüstérmes (5 alkalommal): 1913, 1946, 1969, 1995, 2008

- Máltai szuperkupa:
  - Győztes (5 alkalommal): 1987, 1988, 1989, 1991, 1992

## Eredmények

### Európaikupa-szereplés

#### Összesítve
| Kupa                         | J  | GY | D | V  | LG–RG |
| ---------------------------- | -- | -- | - | -- | ----- |
| Bajnokcsapatok Európa-kupája | 8  | 1  | 0 | 7  | 2–26  |
| UEFA-kupa                    | 2  | 0  | 1 | 1  | 0–1   |
| Kupagyőztesek Európa-kupája  | 8  | 3  | 0 | 5  | 5–18  |
| Összesítve                   | 18 | 4  | 1 | 13 | 7–45  |

#### Szezonális bontásban
| Idény     | Kupa                         | Forduló      | Klub              | 1. mérk. | 2. mérk. |
| --------- | ---------------------------- | ------------ | ----------------- | -------- | -------- |
| 1983–1984 | Bajnokcsapatok Európa-kupája | 1. forduló   | Dundee United     | 0–3      | 0–3      |
| 1984–1985 | Kupagyőztesek Európa-kupája  | 1. forduló   | Ballymena United  | 1–0      | 2–1      |
| 1984–1985 | Kupagyőztesek Európa-kupája  | 2. forduló   | Gyinamo Moszkva   | 0–5      | 0–1      |
| 1985–1986 | UEFA-kupa                    | 1. forduló   | Dinamo Tirana     | 0–1      | 0–0      |
| 1987–1988 | Bajnokcsapatok Európa-kupája | 1. forduló   | Rapid Wien        | 0–6      | 0–1      |
| 1988–1989 | Bajnokcsapatok Európa-kupája | 1. forduló   | 17 Nëntori Tirana | 2–1      | 0–2      |
| 1989–1990 | Kupagyőztesek Európa-kupája  | 1. forduló   | Real Valladolid   | 0–5      | 0–1      |
| 1991–1992 | Bajnokcsapatok Európa-kupája | 1. forduló   | Benfica           | 0–6      | 0–4      |
| 1992–1993 | Kupagyőztesek Európa-kupája  | Selejtezőkör | NK Maribor        | 0–4      | 2–1      |

Megjegyzés: Az eredmények minden esetben a Ħamrun Spartans szemszögéből értendőek, a félkövéren jelölt mérkőzéseket pályaválasztóként játszotta.